# Hedyotis communis
Hedyotis communis är en måreväxtart som beskrevs av Wan Chang Ko. Hedyotis communis ingår i släktet Hedyotis och familjen måreväxter. Inga underarter finns listade i Catalogue of Life.